# Liste der Stolpersteine in Burghausen

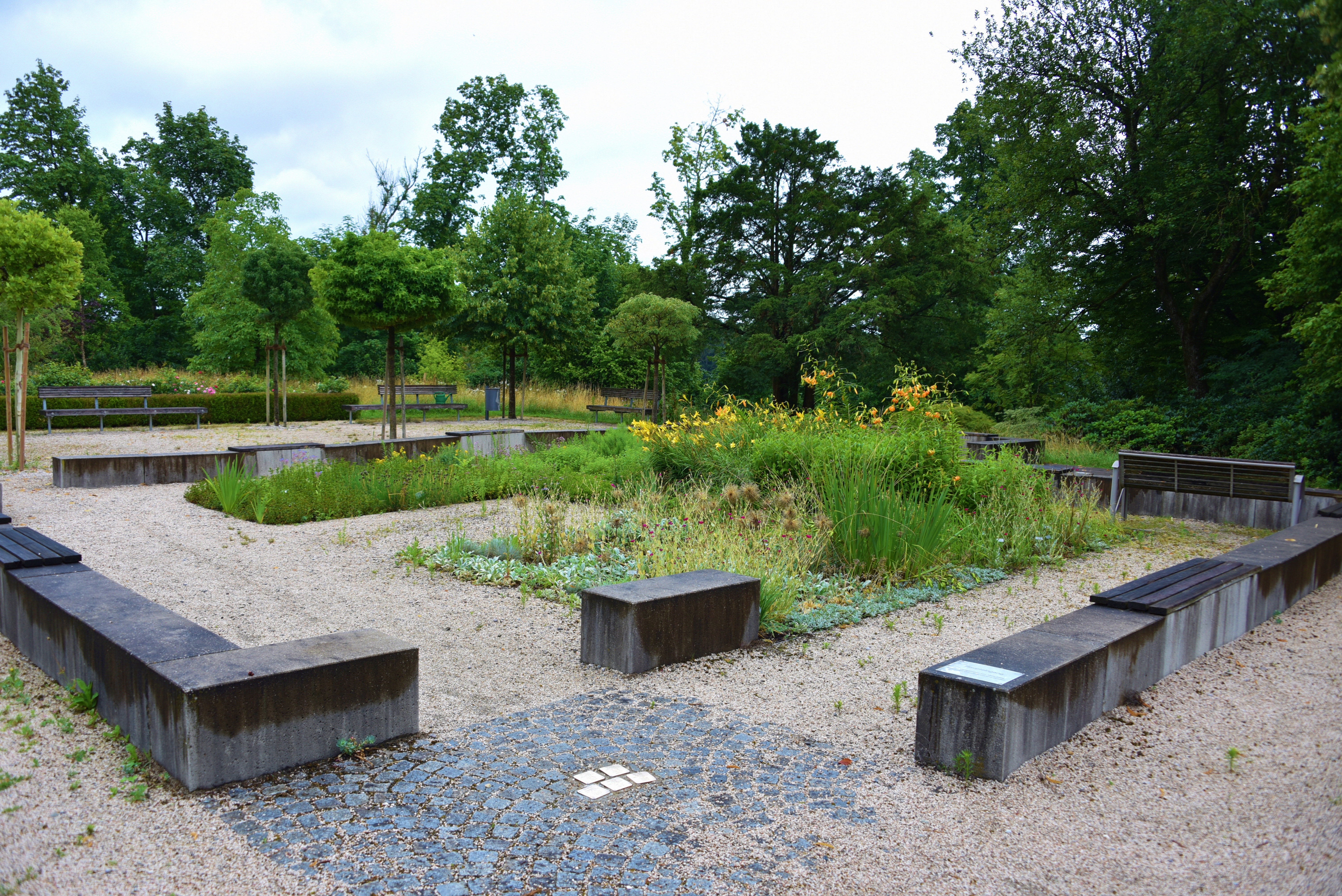
Stolpersteine für Familie Galitzenstein vor dem Grundriss der Villa Galitzenstein

Die Liste der Stolpersteine in Burghausen enthält alle Stolpersteine, die im Rahmen des gleichnamigen Projekts von Gunter Demnig in Burghausen verlegt wurden. Mit ihnen soll an Opfer des Nationalsozialismus erinnert werden, die in Burghausen lebten und wirkten.

## Verlegte Stolpersteine
| Stolperstein | Inschrift                                                                                     | Verlegeort                                                      | Name, Leben |
| ------------ | --------------------------------------------------------------------------------------------- | --------------------------------------------------------------- | --- |
|              | HIER WOHNTE AUGUSTE GALITZENSTEIN GEB. GRÜN JG. 1885 ENTEIGNET FLUCHT 1939 ENGLAND ÜBERLEBT   | Botanischer Garten (Grundstück der ehem. Villa Galitzenstein) · | Auguste Helene Galitzenstein, geborene Grün, wurde 1885 geboren. Sie heiratete den Chemiker Eugen Galitzenstein. Das Paar hatte drei Kinder, Charlotte, Irene und Walter. Ihr Mann diente als Leutnant während des Ersten Weltkrieges, wurde aber „im Interesse der Landesverteidigung“ abberufen und arbeitete für die Wacker Chemie in Burghausen, wo er Chefchemiker wurde. Im Jahr 1918 folgte Auguste Galitzenstein mit den Kindern nach Burghausen. Dort lebte die Familie zuerst auf der Burg, später, ab 1924, in der Villa Galitzenstein. Nach der Machtergreifung Hitlers war die Familie antisemitischen Angriffen ausgesetzt. Während der Reichspogromnacht 1938 wurde Galitzensteins Ehemann in „Schutzhaft“ genommen und ins KZ Dachau deportiert. Dort war er sechs Wochen inhaftiert. Im Jahr 1939 wurde dem Ehepaar die Ausreise aus Deutschland gestattet, allerdings unter Verlust ihres gesamten Eigentums, sie kauften sich damit frei. Auguste Helene Galitzenstein und ihr Mann flohen nach England, wo dieser eine Anstellung erhalten hatte, sie starb 1941. Ihren Kindern war zuvor schon die Flucht aus Deutschland gelungen, alle drei haben überlebt. |
|              | HIER WOHNTE CHARLOTTE GALITZENSTEIN JG. 1907 FLUCHT 1933 FRANKREICH ÜBERLEBT                  | Botanischer Garten (Grundstück der ehem. Villa Galitzenstein) · | Charlotte Galitzenstein wurde 1907 geboren. Ihre Eltern waren der Chemiker Eugen Galitzenstein und dessen Frau Auguste Helene Galitzenstein, geborene Grün. Sie hatte zwei weitere Geschwister, Irene und Walter. Im Jahr 1933 flüchtete sie nach Frankreich, wo sie überlebte. Auch ihre anderen Geschwister und ihre Eltern konnten sich durch Flucht retten. |
| n            | HIER WOHNTE DR. EUGEN GALITZENSTEIN GEB. BRÜN JG. 1882 ENTEIGNET FLUCHT 1939 ENGLAND ÜBERLEBT | Botanischer Garten (Grundstück der ehem. Villa Galitzenstein) · | Eugen Galitzenstein wurde am 13. Juli 1882 in Wien als Sohn eines Anwaltes geboren. Er studierte in Wien Chemie und begann im Consortium für elektrochemische Industrie in Nürnberg zu arbeiten, Es handelte sich hierbei um eine Tochtergesellschaft der Wacker Chemie. Er heiratete Auguste Helene Grün, Galitzenstein konvertierte anlässlich dieser Hochzeit zum Protestantismus. Das Paar bekam drei Kinder, Charlotte, Irene und Walter. Während des Ersten Weltkrieges diente er als Leutnant, wurde aber „im Interesse der Landesverteidigung“ abberufen und in die Wacker Chemie in Burghausen versetzt. Seine Familie folgte 1918 nach. Dort lebten sie zuerst in der Burg, ab 1924 in einer Villa. Trotz dessen, dass Galitzenstein konvertiert war, waren er und seine Familie nach der Machtergreifung Hitlers antisemitischen Attacken ausgesetzt. Alle drei Kinder flüchteten rechtzeitig, die Firma Wacker Chemie wollte sich aber von ihrem Chefchemiker nicht trennen. Während der Reichspogromnacht wurde Eugen Galitzenstein in „Schutzhaft“ genommen, was bedeutete, dass er im KZ Sachsenhausen inhaftiert wurde. Der Geschäftsführer der Wacker-Werke, Johannes Hess, setzte sich für den Chemiker ein, nach sechs Wochen wurde er aus dem KZ entlassen. Im Juni 1939 durften er und seine Frau endlich Deutschland verlassen, doch wurden sie zuvor enteignet. Das Paar floh nach England, wo Galitzenstein auf Grund der Vermittlung der Wacker Werke eine Arbeit bekam. Seine Frau starb 1941, er heiratete ein weiteres Mal. Eugen Galitzenstein starb am 29. Januar 1947. Alle drei Kinder konnten ebenfalls durch Flucht sich retten. Die Villa, in der die Galitzensteins gelebt hatten, wurde nach ihnen benannt. Sie wurde von den Wacker Chemie übernommen und das Firmenarchiv dort eingerichtet. Im Jahr 2005 wurde die Villa abgerissen. 2010 pachtete die Stadt Burghausen das Grundstück und heute befindet sich dort der Botanische Garten, der Grundriss der ehemaligen Villa wurde kenntlich gemacht. Zusätzlich zu den Stolpersteinen gibt es eine Tafel für Eugen Galitzenstein sowie eine weitere, auf der die Lebensdaten seiner Familie stehen. |
|              | HIER WOHNTE IRENE GALITZENSTEIN JG. 1909 FLUCHT 1936 ENGLAND ÜBERLEBT                         | Botanischer Garten (Grundstück der ehem. Villa Galitzenstein) · | Irene Helene Galitzenstein wurde am 15. August 1909 in Nürnberg geboren. Ihre Eltern waren der Chemiker Eugen Galitzenstein und dessen Frau Auguste Helene Galitzenstein, geborene Grün. Sie hatte zwei weitere Geschwister, Charlotte und Walter. Im Jahr 1936 flüchtete sie nach England, wo sie einen Physiker heiratete und überlebte. Auch ihre anderen Geschwister und ihre Eltern konnten sich durch Flucht retten. |
|              | HIER WOHNTE WALTER GALITZENSTEIN JG. 1917 FLUCHT 1936 AMERIKA ÜBERLEBT                        | Botanischer Garten (Grundstück der ehem. Villa Galitzenstein) · | Walter Leo Galitzenstein wurde am 16. Juni 1917 in Nürnberg geboren. Seine Eltern waren der Chemiker Eugen Galitzenstein und dessen Frau Auguste Helene Galitzenstein, geborene Grün. Er hatte zwei weitere Geschwister, Charlotte und Irene. Im Jahr 1936 flüchtete er nach Amerika, wo er überlebte. Nach dem Ende des Krieges besuchte er Burghausen regelmäßig. Walter Galitzenstein starb vor 2019. Auch seine anderen Geschwister und ihre Eltern konnten sich durch Flucht retten. |

## Verlegedatum
- 24. März 2012